# Clare (rivière)
Pour les articles homonymes, voir Clare.
La Clare (Irlandais : Abhainn na Chláir) est une rivière d'Irlande.

## Géographie
Elle prend sa source à Ballyhaunis, dans le Comté de Mayo et s'écoule dans le comté de Galway.
Elle débouche dans le Lough Corrib ; celui-ci se déverse dans la baie de Galway par le fleuve Corrib, un court fleuve de 6 km seulement. La Clare est le plus long cours d'eau se jetant dans le Lough Corrib.
Elle traverse les villes de Dunmore, Milltown, Claregalway et passe à proximité de Tuam.
Une section de la rivière formait un ancien turlough, lac saisonnier, qui était le plus grand d'Irlande avec 6,5 km2.
Depuis les années 1960, la Clare fait l'objet d'opérations de drainage, en abaissant son lit afin de lutter contre les inondations. De ce fait, ses berges sont plus rectilignes et encombrées par les matériaux de dragage qui rendent malcommode l'accès à la rivière, et diminue son intérêt en tant que lieu d'agrément. Son cours, qui sert de frayère pour le saumon et la truite, est un lieu réputé pour la pêche sportive.